# Піззі (футболіст)
Луїш Мігел Афонсу Фернандеш (порт. Luís Miguel Afonso Fernandes), більш відомий як Піззі (порт. Pizzi, португальська вимова: [ˈpizi]; нар. 6 жовтня 1989, Браганса) — португальський футболіст, нападник клубу «Брага». Грав за національну збірну Португалії.

## Клубна кар'єра
Народився 6 жовтня 1989 року в місті Браганса. Піззі починав кар'єру в рідному клубі «Браганса» і зіграв за неї в чотирьох іграх на професійному рівні. У 2007 році він став гравцем академії «Браги», а через рік відправився в оренду в «Рібейран». Влітку 2009 року Піззі на правах оренди перейшов у «Спортінг» (Ковільян), але через півроку відправився в оренду на півтора року в «Пасуш ді Феррейру». 16 січня 2010 року він дебютував у чемпіонаті Португалії, вийшовши на заміну в матчі проти «Порту» (1:1). 8 травня 2011 року Піззі оформив хет-трик у матчі проти «Порту» (3:3).
Зігравши у двох матчах за «Брагу» на початку наступного сезону, 30 серпня 2011 року Піззі був орендований мадридським «Атлетіко». 18 вересня 2011 року він дебютував у Ла Лізі у матчі проти сантандерського «Расінга» (4:0). У жовтні 2012 року мадридський клуб викупив Піззі у «Браги» за 13,5 мільйона євро в розстрочку на 4 роки. Сезон 2012/13 він провів у складі клубу «Депортіво».
26 липня 2013 року Піззі перейшов в «Бенфіку». Через три дні він був відданий в оренду в «Еспаньйол», де провів наступний сезон, після чого приєднався до «Бенфіки». Відтоді встиг відіграти за лісабонський клуб 56 матчів в національному чемпіонаті.

## Виступи за збірні
2008 року дебютував у складі юнацької збірної Португалії, взяв участь у 4 іграх на юнацькому рівні, відзначившись одним забитим голом.
Протягом 2010—2011 років залучався до складу молодіжної збірної Португалії. На молодіжному рівні зіграв у 2 офіційних матчах.
14 листопада 2012 року дебютував в офіційних іграх у складі національної збірної Португалії у товариському матчі проти збірної Габону (2:2) і в цьому ж матчі забив перший гол за збірну. Наразі провів у формі головної команди країни 4 матчі, забивши 1 гол.

## Титули і досягнення
- Чемпіон Португалії (4):

«Бенфіка»: 2014-15, 2015-16, 2016-17, 2018–19
- Володар Кубка Португалії (1):

«Бенфіка» : 2016-17
- Володар Суперкубка Португалії (4):

«Бенфіка»: 2014, 2016, 2017, 2019
- Володар Кубка португальської ліги (3):

«Бенфіка»: 2014–15, 2015–16
«Брага»: 2023–24
- Переможець Ліги Європи (1):

«Атлетіко Мадрид»: 2011-12
Найкращий бомбардир розіграшу Ліги Європи: 2020—2021 (7 м'ячів, разом із Язиджи, Морено, Борха)
- Переможець Ліги націй УЄФА: 2018-19